# Carol Shaw
Carol Shaw, née en 1955 à Palo Alto, est une ingénieure et développeuse informatique américaine. Elle est considérée comme une des premières conceptrices de jeux vidéo.

## Biographie
Carol Shaw nait et a grandi à Palo Alto en Californie. Son père est ingénieur-mécanicien et sa mère, femme au foyer. À l'adolescence, plus particulièrement au lycée, elle apprend à utiliser un ordinateur et commence à s'intéresser à l'informatique. En 1977, elle obtient un diplôme en ingénierie électronique et en informatique puis poursuit avec un master en informatique, obtenu à l'université de Berkeley
En 1978, alors qu'elle est employée par Atari, Shaw conçoit son premier jeu vidéo, Polo ainsi que 3-D Tic-Tac-Toe, un jeu du morpion en trois dimensions fonctionnant sur l'Atari 2600. Elle affirme qu'elle a rejoint la compagnie pour avoir la possibilité de jouer aux jeux vidéo tout en étant payée.
Shaw rejoint ensuite l'éditeur Activision, pour lequel elle développe River Raid, sorti en 1982.
En 1984, elle retourne chez son ancien employeur, Tandem Computers, qu'elle quitte en 1990, et met fin à sa carrière de programmeuse.
En 2017, elle est récompensée à la cérémonie des Games Awards pour l'ensemble de son travail dans l'industrie du jeu vidéo.